# Bog Walk
Bog Walk è un comune della Giamaica, situato nella parrocchia di Saint Catherine.